# Gorączka metaliczna
Gorączka metaliczna (gorączka poniedziałkowego poranka, gorączka odlewników, dreszcze hutnika i wiele innych) – gorączkowy zespół objawów powstający na skutek wdychania par powstających podczas obróbki termicznej stali galwanizowanej. Najczęściej powoduje ją wdychanie cząstek tlenku cynku, ale może być też wywoływana przez inne tlenki metali, np. tlenek żelaza(II), tlenek miedzi(II) lub tlenek magnezu.

## Patogeneza
Wdychanie tlenku cynku wywołuje wzrost aktywności cytokin i przemieszczanie się leukocytów do pęcherzyków płucnych, co wywołuje stan zapalny.

## Objawy i przebieg
Pierwsze objawy gorączki metalicznej pojawiają się w ciągu 48 godzin od ekspozycji, najczęściej od 3 do 10 godzin. Jej główne objawy to gorączka, silne, wstrząsające dreszcze, zmęczenie, bóle mięśni i głowy, kaszel z odkrztuszaniem wydzieliny, świsty, duszność, silne pragnienie, metaliczny posmak w ustach i ślinotok. Zdjęcie RTG klatki piersiowej ukazuje obustronne rozlane nacieki w płucach.
Częstym zjawiskiem jest tzw. ostra tolerancja, czyli brak dolegliwości podczas codziennej ekspozycji. Podczas weekendu, bez narażenia na wdychanie tlenków metali, tolerancja ta zanika i po wznowieniu pracy w poniedziałek pojawiają się objawy choroby. W metaanalizie przeprowadzonej w 2012 r. ustalono, że poniedziałkowe symptomy zgłaszano w 24% przypadków, a w kolejne dni tygodnia występował trend stopniowego spadku zgłoszeń, osiągając minimum 4% w niedziele. Potwierdziło to zasadność potocznej nazwy tej choroby  gorączka poniedziałkowego poranka.
Choroba przechodzi samoistnie po 1–2 dniach i nie powoduje trwałego pogorszenia zdrowia.
Rozpoznanie choroby jest trudne, ponieważ objawy gorączki metalicznej przypominają grypę, przez co stawiane są nieprawidłowe diagnozy.

## Leczenie
Nie opracowano leczenia przyczynowego, więc możliwe jest jedynie leczenie objawowe – pozostanie w łóżku oraz stosowanie leków przeciwbólowych i przeciwgorączkowych.

## Klasyfikacja ICD10
| kod ICD10     | nazwa choroby                                   |
| ------------- | ----------------------------------------------- |
| ICD-10: T69   | Toksyczny efekt oddziaływań gazów, oparów i par |
| ICD-10: T69.9 | Gazy, opary i pary, nieokreślone                |